# Vabres-l'Abbaye
Vabres-l'Abbaye is een gemeente in het Franse departement Aveyron (regio Occitanie). De plaats maakt deel uit van het arrondissement Millau. Vabres-l'Abbaye telde op 1 januari 2022 1.209 inwoners.

## Geschiedenis
In 862 ontstond de abdij van Vabres toen graaf Raymond I van Toulouse hier land op de linkeroever van de Dourdou schonk. De benedictijnen van de abdij ontwikkelden de landbouw in de streek. De abdij groeide uit tot een van de grootste van Rouergue. Paus Johannes XXII besliste in 1317 om Vabres tot de zetel van een klein bisdom te maken. De abdij werd geseculariseerd en omgevormd naar een kapittel van kanunniken. Er werd een nieuwe abdijkerk gebouwd die fungeerde als kathedraal. Tijdens de Hugenotenoorlogen werden de kathedraal en de abdijgebouwen vernield en het duurde tot de 17e eeuw tot alles was heropgebouwd. Het bisdom werd opgeheven in 1790. In 1793 liet de 23-jarige Jean-Maximilien Lamarque het dorp en de kathedraal verwoesten door zijn republikeinse troepen. Het hoofdaltaar liet hij transformeren tot een openbaar monument aan Marat.

## Geografie
De oppervlakte van Vabres-l'Abbaye bedroeg op 1 januari 2022 41,36 vierkante kilometer; de bevolkingsdichtheid was toen 29,2 inwoners per km². Naast Vabres telt de gemeente ook de gehuchten Rayssac, Salmanac en Segonzac. De Dourdou stroomt van zuid naar noord door de gemeente om uit de monden in de Sorgue, die ten noorden van de gemeente stroomt.
De onderstaande kaart toont de ligging van Vabres-l'Abbaye met de belangrijkste infrastructuur en aangrenzende gemeenten.

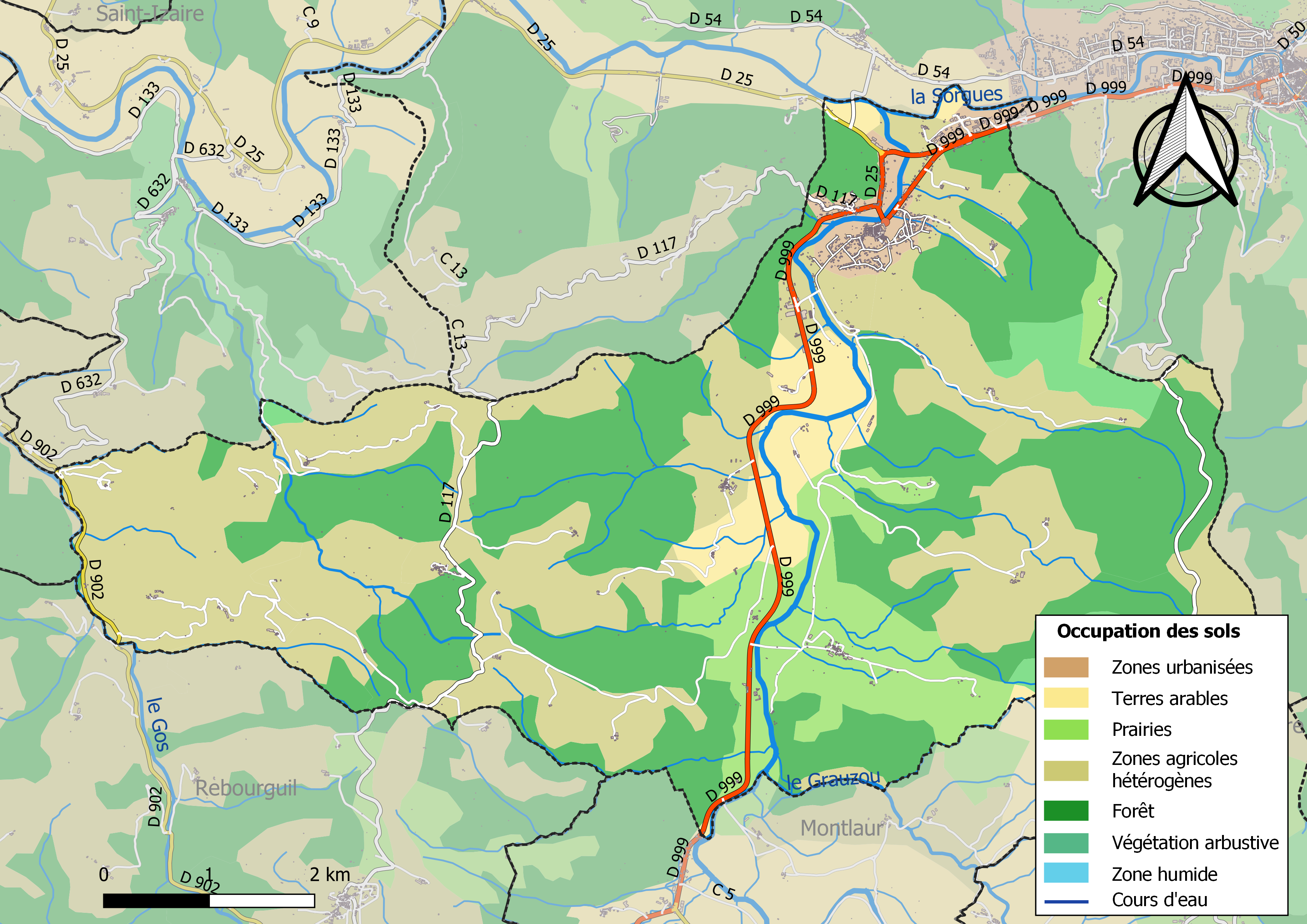

## Bezienswaardigheden
- Kathedraal, met een orgel uit 1761 dat beschermd is als historisch monument
- Voormalig bisschoppelijk paleis
- Chapelle de l’Hermitage
- Pont Vieux over de Dourdou

## Demografie
Onderstaande figuur toont het verloop van het inwonertal (bron: INSEE-tellingen).
Vanwege een beveiligingsprobleem met de MediaWiki Graph-software is het momenteel niet mogelijk deze grafiek weer te geven. Zodra de software is bijgewerkt zal de grafiek vanzelf weer zichtbaar worden.